# Nevinný (film, 1993)
Nevinný (v anglickém originále The Innocent, německy Und der Himmel steht still) je filmové drama z roku 1993, které natočil v britsko-německé koprodukci režisér John Schlesinger. Scénář napsal Ian McEwan podle vlastního stejnojmenného románu z roku 1990. Příběh z poloviny 50. let sleduje britského mladého inženýra v podání Campbella Scotta, který je nucen v mocensky rozděleném a špióny prolezlém Berlíně spolupracovat se svým americkým nadřízeným (Anthony Hopkins) na společném projektu obou národních výzvědných služeb, a přitom se zamiluje do tajuplné Němky (Isabella Rosselliniová). Film se natáčel v berlínských exteriérech a v postupimských studiích DEFA Babelsberg. Premiérově byl uveden v Berlíně 16. září 1993, v anglickém i německém znění. Od 1. září 1995 jej společnost Miramax uvedla do amerických kin.

## Postavy a obsazení
| Anthony Hopkins        | Bob Glass                                   |
| Isabella Rosselliniová | Maria                                       |
| Campbell Scott         | Leonard Marnham                             |
| Ronald Nitschke        | Otto                                        |
| James Grant            | MacNamee                                    |
| Jeremy Sinden          | kapitán Lofting, Marnhamův velící důstojník |
| Richard Durden         | Black                                       |
| Hart Bochner           | Russell                                     |
| Corey Johnson          | Lou                                         |
| Richard Good           | Piper                                       |
| Lena Lessingová        | Jenny                                       |
| Dana Golombecková      | Charlotte                                   |